# سیارک ۲۱۸۸
سیارک ۲۱۸۸ (به انگلیسی: 2188 Orlenok، نامگذاری:1976UL4) دو هزار و صد و هشتاد و هشتمین سیارک کشف شده‌است که در ۲۸ اکتبر ۱۹۷۶ کشف شد.
قدر مطلق سیارک برابر ۱۱٫۹۰ است.